# Pishtaq

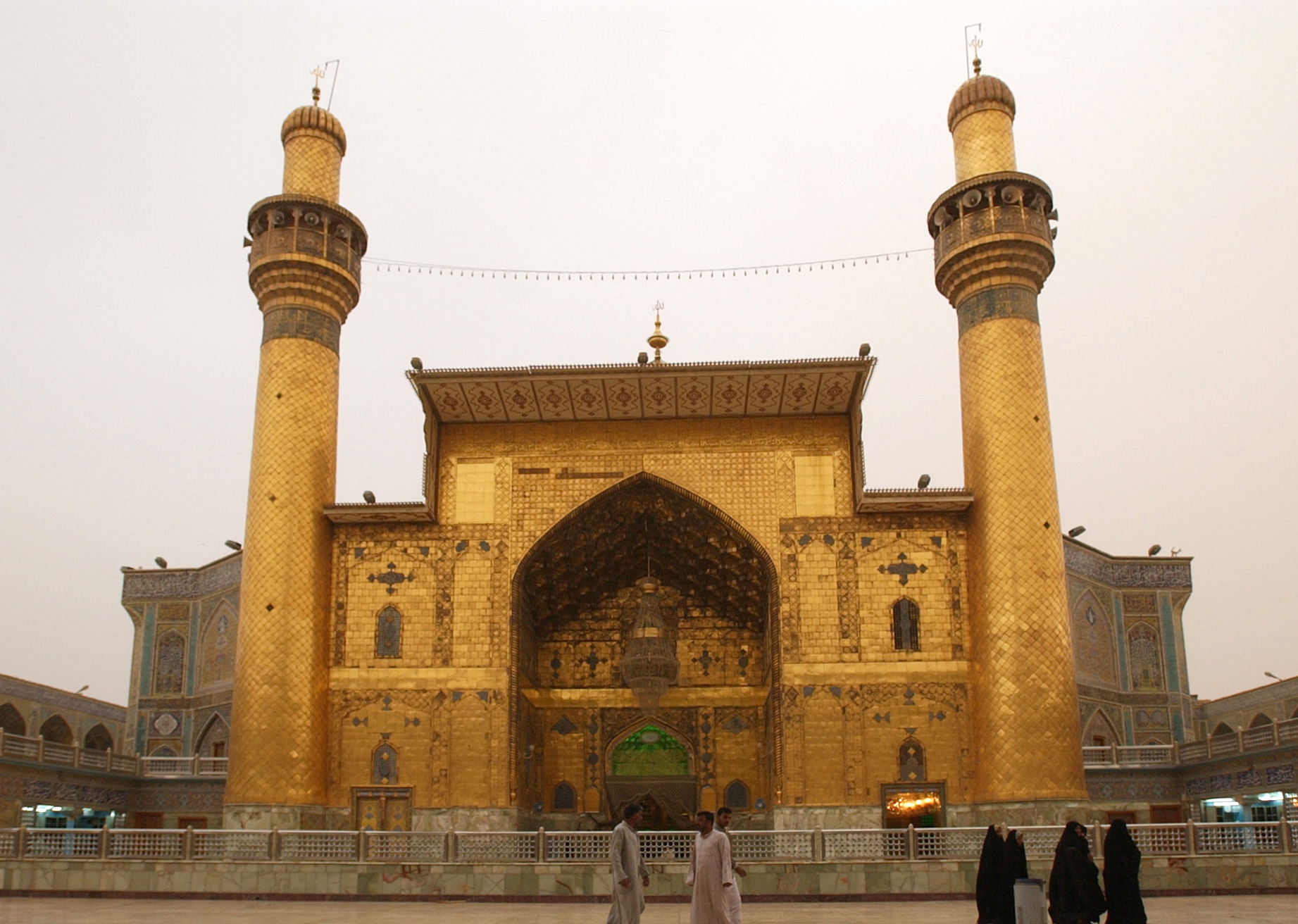
Ejemplo de pishtaq: mausoleo de Ali ibn Abi Talib, Najaf (Irak).

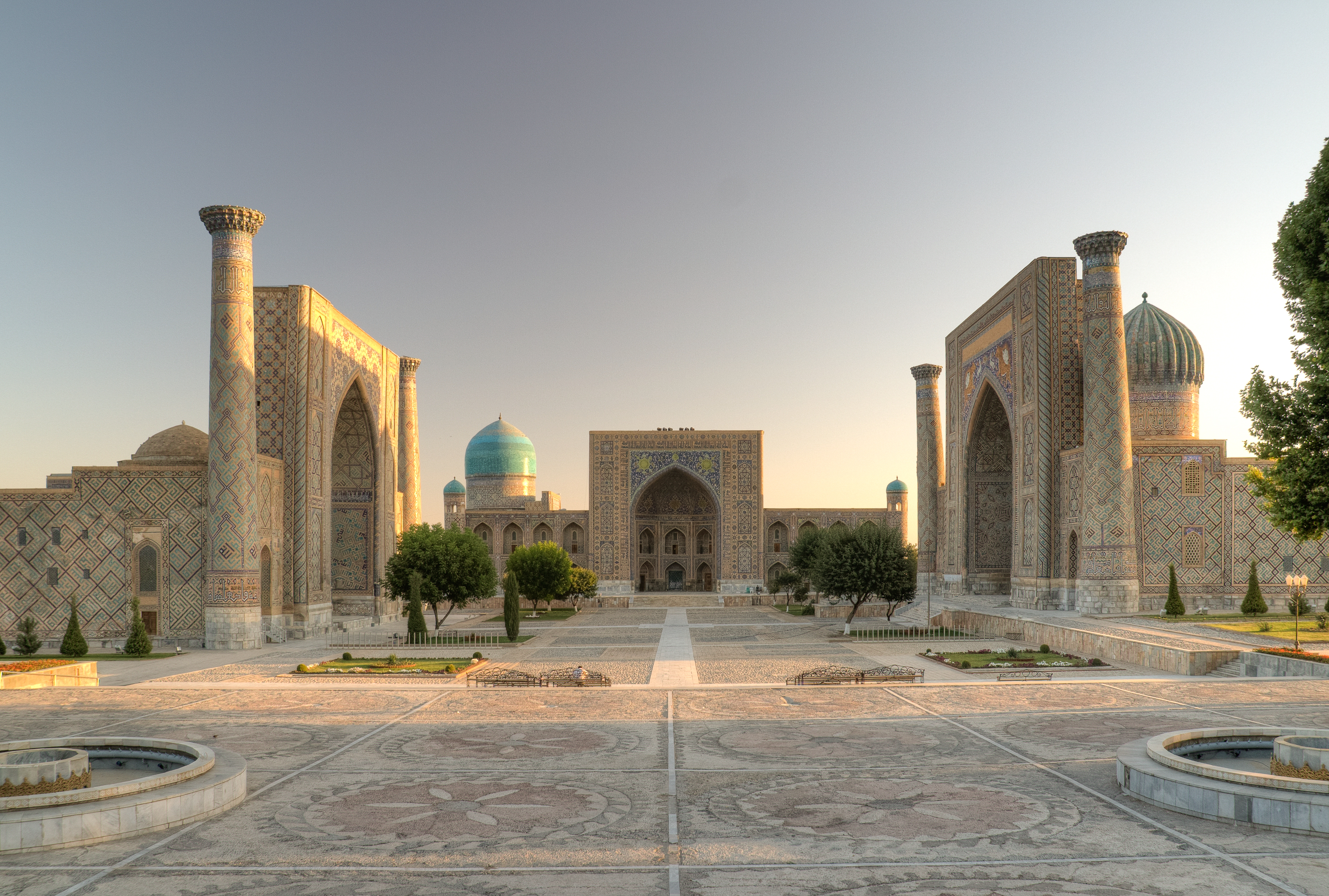
Samarcanda (Uzbekistán) – Plaza de Registan con tres pishtaqs

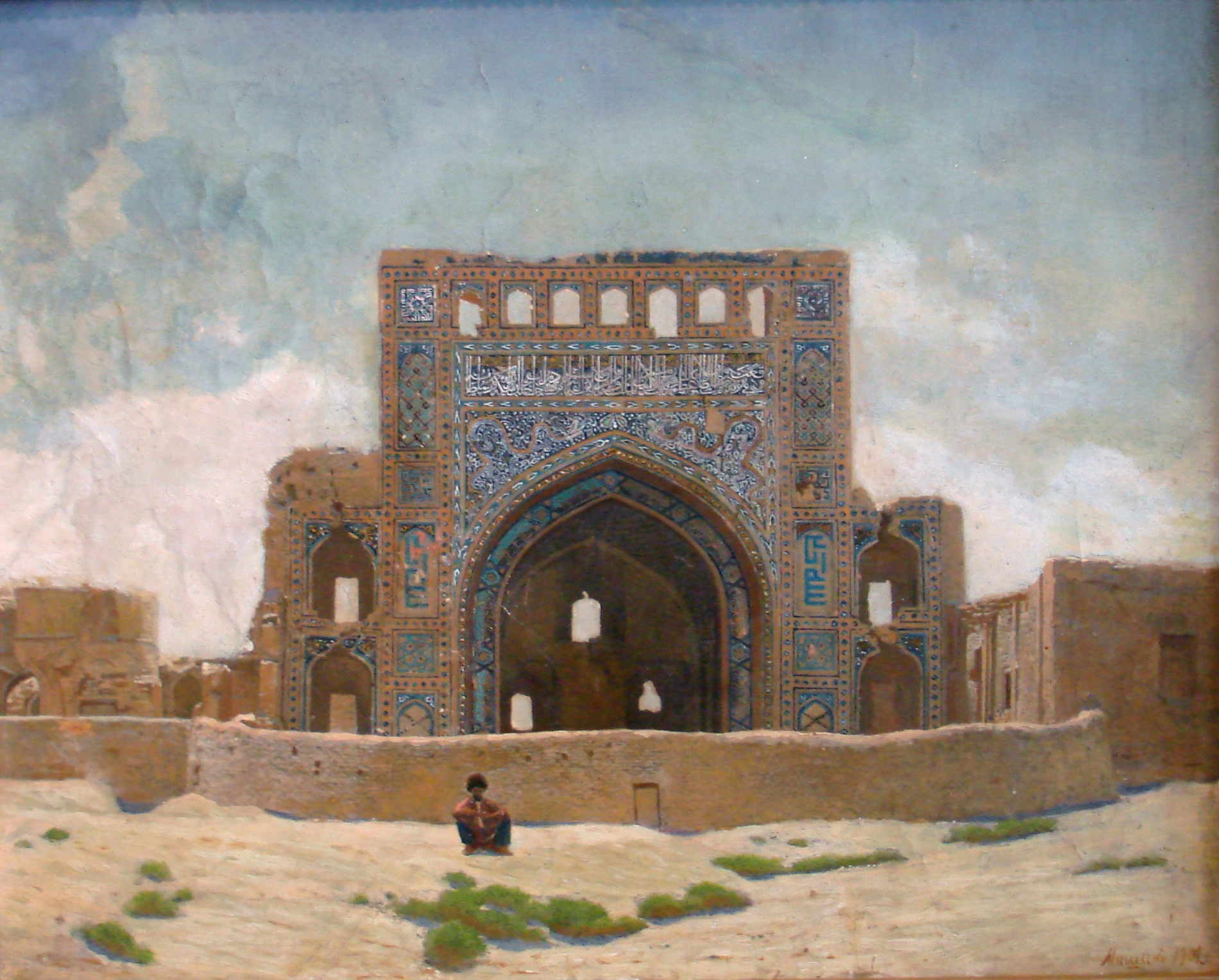
Restos del pishtaq del complejo Jamâl-ad-Dîn en Annau (mediados del). Estuvo flanqueado por dos minaretes..

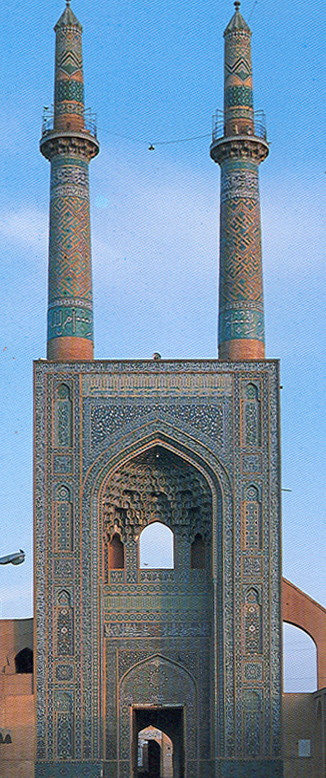
Mezquita del viernes de Yazd, Iran

El pishtaq o pishtak (en persa: پیش‌طاق‎, romanizado: pīšṭāq) es un elemento de la arquitectura islámica que consiste en un portal o  entrada principal monumental en forma de marco o pantalla que encuadra un elevado arco (o iwán) que sobresale de la fachada donde se encuentra. Aparece en Irak y luego se extenderá a Anatolia y al mundo persa. Se encuentra en diferentes tipos de edificaciones, civiles y religiosas, como mezquitas, palacios, caravanserais, madrasas.  

## Origen y extensión geográfica
No se conocen edificios de la antigüedad o de principios de la Edad Media con modelos de pishtaqs. El logro más antiguo que se ha conservado está cerca de Kerbala (Irak), en el muro sur del palacio de Ujaidir, que data del siglo VIII. Se presenta como un portal con un arco colocado en un marco rectangular y que se eleva sobre los muros del patio. Sin embargo, Oleg Grabar señala que «las características de Ukhaydir son claramente de origen iraní».
Aparecen a finales de la Edad Media o principios de la Edad Moderna, según un modelo que fue evolucionando y difundiéndose en Anatolia y el mundo persa, aunque también se encuentra en la India, y en ocasiones también en el mundo árabe, especialmente en zonas con una fuerte presencia chiita. 
Algunos investigadores sugieren que los de la Mezquita del Viernes del siglo XIV de Yazd (Irán) se encuentran entre los más antiguos de su tipo.

## Características
Consiste en un marco de forma rectangular o casi cuadrado que se proyecta en saledizo desde la fachada principal en que se dispone, habitualmente construido en ladrillo y bastante más elevado que la línea de la cubierta del propio edificio, que encuadra un arco elevado que cubre una sala abovedada, a modo de vestíbulo (llamada iwán). El muro trasero con la entrada real al edificio está cerrado excepto por un pasaje que es un poco más alto que la puerta. Generalmente están decorados con bandas caligráficas, azulejos de fayenza y motivos geométricos.
Los pishtaqs se encuentran en diferentes tipos de edificios, como mezquitas, palacios, caravasares, madrasas, turbas (tumbas). En las mezquitas, generalmente está confinado por dos minaretes, aunque esto no es sistemático.

## Distribución
Los pishtaks son partes esenciales de las mezquitas y madrasas del Cercano Oriente y de Asia central (Plaza de Registán en Samarcanda, Uzbekistán). También se encuentran en formas algo más pequeñas en el sur de Asia (India y Pakistán) (por ejemplo, la mezquita Shah Jahan en Thatta).

## Significado
Según Papadopoulo, una puerta tan grande debería mostrar a través de su altura que el hombre se convierte en un "gigante espiritual" cuando camina a través de ella. Un pórtico o un pilono cumplirían una función comparable.